# HD 68988 c
HD 68988 c هو كوكب خارج المجموعة الشمسية يدور حول النجم HD 68988 في كوكبة الدب الأكبر عند مسافة تقدر بحوالي 192 سنة ضوئية عن الأرض . المعلمات المدارية للكوكب بما في ذلك الفترة المدارية والانحراف المداري المركزي غير مؤكدة إلى حد كبير. متوسط المسافة المدارية لهذا الكوكب تقدر بحوالي 5.32 وحدة فلكية مع فترة مدارية تستغرق 4100 ± 7300 يوماً (11 عاما). اكتشف الكوكب عن طريق قياس السرعة الشعاعية للنجم في نوفمبر 2006.